# Шатарпи
Шатарпи (пол. Szatarpy, нім. Andreashof) — село в Польщі, у гміні Нова Карчма Косьцерського повіту Поморського воєводства.
Населення — 314 осіб (2011).
У 1975-1998 роках село належало до Гданського воєводства.

## Демографія
Демографічна структура станом на 31 березня 2011 року:
|          | Загалом | Допрацездатний вік | Працездатний вік | Постпрацездатний вік |
| -------- | ------- | ------------------ | ---------------- | -------------------- |
| Чоловіки | 169     | 43                 | 107              | 19                   |
| Жінки    | 145     | 44                 | 74               | 27                   |
| Разом    | 314     | 87                 | 181              | 46                   |